# Arber Zeneli
Arber Zeneli (* 25. února 1995, Falun, Švédsko) je švédský fotbalový záložník kosovského původu, který v současné době hraje v klubu SC Heerenveen. V mládežnických kategoriích reprezentoval Švédsko, na seniorské úrovni obléká dres Kosova.

## Klubová kariéra
Profesionální fotbalovou kariéru zahájil ve švédském klubu IF Elfsborg. V lednu 2016 se stal hráčem nizozemského klubu SC Heerenveen.

## Reprezentační kariéra

### Švédsko
Zeneli nastupoval za švédské mládežnické reprezentace U17, U19 a U21.
Trenér Håkan Ericson jej nominoval na Mistrovství Evropy hráčů do 21 let 2015 konané v Praze, Olomouci a Uherském Hradišti, kde získal se švédským týmem zlaté medaile.

### Kosovo
V srpnu 2016 se rozhodl pro seniorskou reprezentaci Kosova.
V A-mužstvu Kosova debutoval 6. 10. 2016 v kvalifikačním zápase ve Skadaru proti reprezentaci Chorvatska (prohra 0:6).